# Pseudocrenilabrus

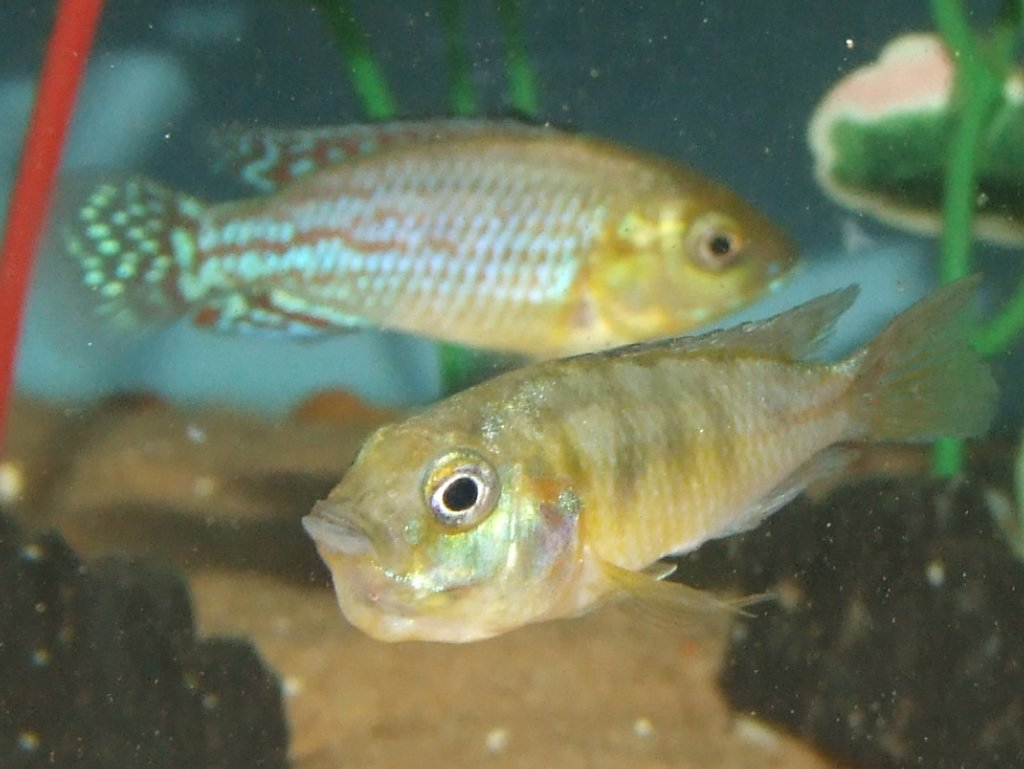
Pseudocrenilabrus nicholsi

Pseudocrenilabrus és un gènere de peixos pertanyent a la família dels cíclids que es troba a Àfrica.

## Taxonomia
- Pseudocrenilabrus multicolor (Schoeller, 1903)[3][4]
- Pseudocrenilabrus nicholsi (Pellegrin, 1928)[5][6]
- Pseudocrenilabrus philander (Weber, 1897)[7][8][9][10][11][12][13]